# Alessandro Mazzucotelli
Alessandro Mazzucotelli (Lodi, 30 dicembre 1865 – Milano, 29 gennaio 1938) è stato un artista italiano, particolarmente noto come mastro ferraio e decoratore.
Specialista nel ferro battuto, Mazzucotelli ha legato la sua fama alle decorazioni delle opere dei maggiori esponenti del Liberty in Italia e all'estero.

## Biografia

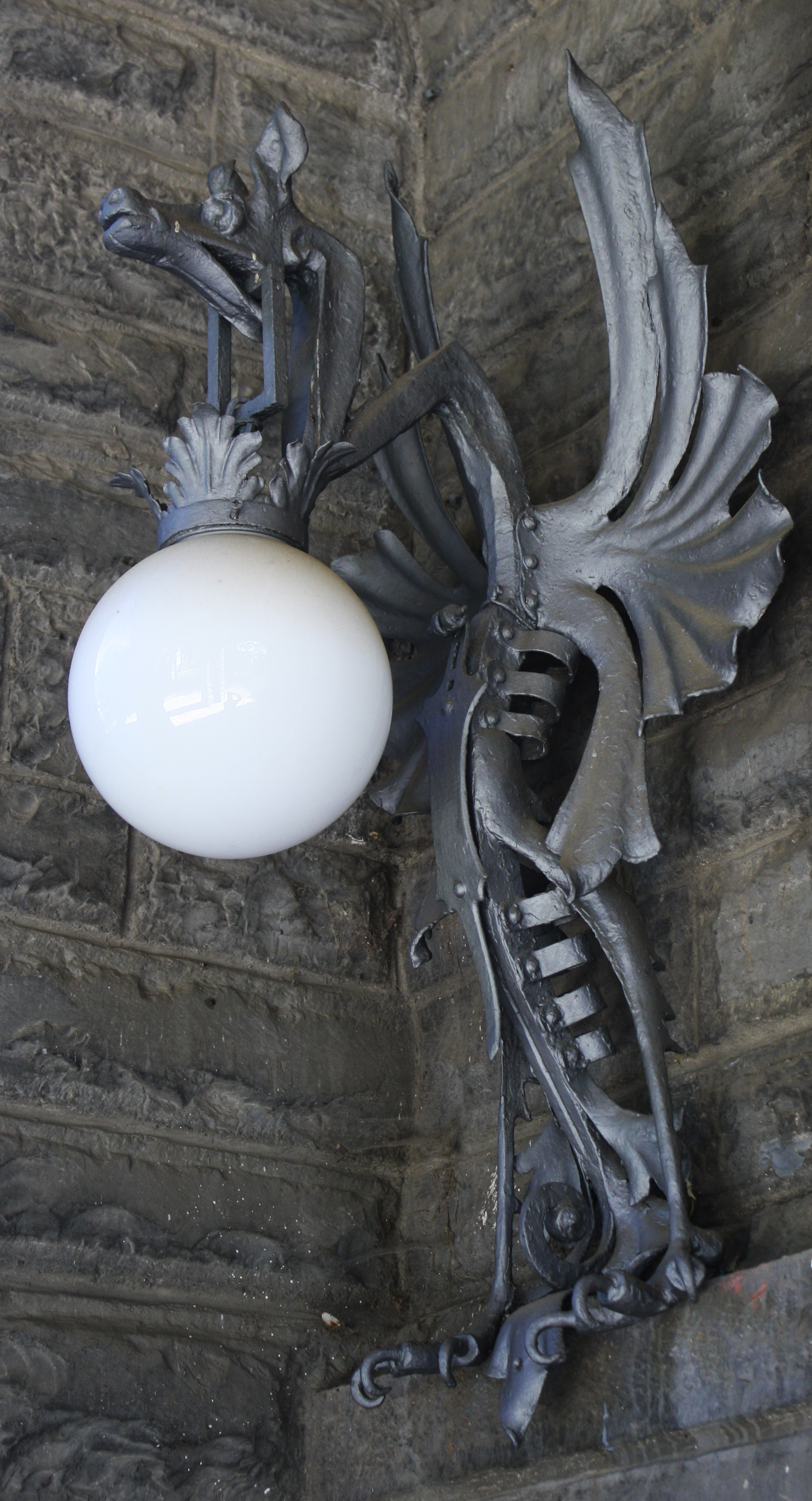
A. Mazzucotelli
Lampione in ferro battuto
villa Ottolini-Tosi, Busto Arsizio

Mazzucotelli nacque a Lodi da Giovanni Valente, commerciante di ferro originario di Locatello di valle Imagna, e da Rosa Caprara.

Il sogno del giovane Alessandro era di diventare pittore o scultore, ma la famiglia non aveva i mezzi per soddisfare le sue aspirazioni e fu ben presto obbligato a lavorare. All'età di 18 anni si trasferì a Milano come apprendista insieme al fratello Carlo nella bottega di fabbro di Defendente Oriani che in seguito rileverà (1891). Dal 1902 al 1908 la ditta ebbe nome Mazzucotelli-Engelmann; più tardi operò da solo, prima in via Ponchielli e poi nel 1909 alla Bicocca.
Mazzucotelli, che si definiva fabbro ornamentista e amava modestamente riferirsi a se stesso come "Lisander el ferée" (Alessandro il fabbro), era dotato di grande abilità e creatività ed era chiamato il "mago del ferro" in quanto capace di conferire al ferro quell'aspetto flessuoso e "fiorito" che costituiva il carattere dominante del Liberty; ben presto divenne un richiesto collaboratore di affermati architetti della fama di Enrico Zanoni, Giuseppe Sommaruga, Gaetano Moretti, Ernesto Pirovano, Franco Oliva, Ulisse Stacchini, Silvio Gambini, Romolo Squadrelli e Luigi Mazzocchi.
Nei suoi primi anni fu influenzato dal pittore Giovanni Beltrami che, sensibile alle nuove dottrine moderniste decise di abbandonare il cavalletto per fondare la più grande vetreria milanese dedicata all'Art Nouveau.
Nel 1902 si distinse in occasione della prima Esposizione internazionale d'arte decorativa moderna di Torino, un'esposizione di grande rinomanza internazionale visto che vi parteciparono Mackintosh, Tiffany e Behrens. L'anno successivo effettuò un viaggio in diversi paesi europei insieme all'ebanista e amico Eugenio Quarti e al ritorno, intrapresero un'attività di docente all'Umanitaria.
Fu in quegli anni che ricevette le prime commissioni importanti come il Palazzo dell’ex Borsa (ora delle Poste) di Milano, la Villa Ottolini-Tosi di Busto Arsizio e le Ville Fabbro e Villa Antonini di Mogliano Veneto. Lentamente abbandonò le realizzazioni naturalistiche per indirizzarsi verso forme più asciutte e scarne, ne è un esempio Casa Maffei a Torino (1906).
Mazzucotelli era solito realizzare uno schizzo osservando la natura, poi rientrato nel suo laboratorio lo rielaborava realizzando un disegno a grandezza naturale su del cartone poi ritagliato, in modo da avere una visione più concreta del suo progetto.
Nel 1906 partecipò, come Eugenio Quarti all'Esposizione Internazionale del Sempione a Milano, esponendo il "Cancello dei Gladioli", oggi esposto presso la Galleria d'arte moderna Carlo Rizzarda di Feltre. Notevoli furono anche le realizzazioni per Villa Faccanoni-Romeo (via Buonarroti 48) e Casa Tensi (via Vivaio 4) a Milano; il Grand Hotel e il Kursaal o Casinò alle terme di San Pellegrino progettati dall'architetto Romolo Squadrelli  e dall'ingegner Luigi Mazzocchi; ed il Palace Grand Hotel di Varese. 
La sua attività s'intensificò dopo l'apertura della sua nuova ditta in Bicocca, nel 1909 dove iniziò a lavorare anche con il Sudamerica e ad intervenire su edifici celebrativi come la Cappella Espiatoria di Monza, città che gli ha intitolato una via.
Nel 1922 fondò e diresse l'Istituto Superiore per le Industrie Artistiche ISIA di Monza, dove ebbe come allievo e successore alla cattedra di ferro battuto Gino Manara; fu presidente della Mostra Biennale Internazionale di Arti Applicate nel 1923 dove presentò il cancello ‘'Groviglio di serpi'’.

Tra le esposizioni cui partecipò in seguito si ricordano l'Exposition Universelle et Internationale di Bruxelles (1910) e l'Exposition Internationale des Arts Décoratifs et Industriels Modernes di Parigi (1925).
Fu uno degli artigiani e artisti più amati del suo tempo e fu chiamato da Pompeo Mariani per decorare la propria villa a Bordighera e da Gabriele D'Annunzio per il Vittoriale degli italiani a Gardone Riviera. Nel 1929 fu eletto deputato alla camera nella XXVIII legislatura del Regno d'Italia.
Benché la sua specialità sia sempre stato il ferro battuto, eseguì anche disegni per i gioielli di Adone Calderoni e per i tessuti delle tessiture di Brembate.
Il Comune di Milano ha intitolato all'artista la via Alessandro Mazzucotelli nei pressi del viale Forlanini, nella periferia est della città.

## Musei
- Museo Wolfsonian-FIU, Florida, Stati Uniti

## Opere

### In Italia
- Casa Zanoni in Corso Monforte 43 a Milano, opera di Enrico Zanoni (1889). L'edificio è anche chiamato La casa del gatto nero a causa della sagoma di un gatto, che Mazzucotelli introdusse, nell'inferriata di una finestrella dello scantinato.[8][9]

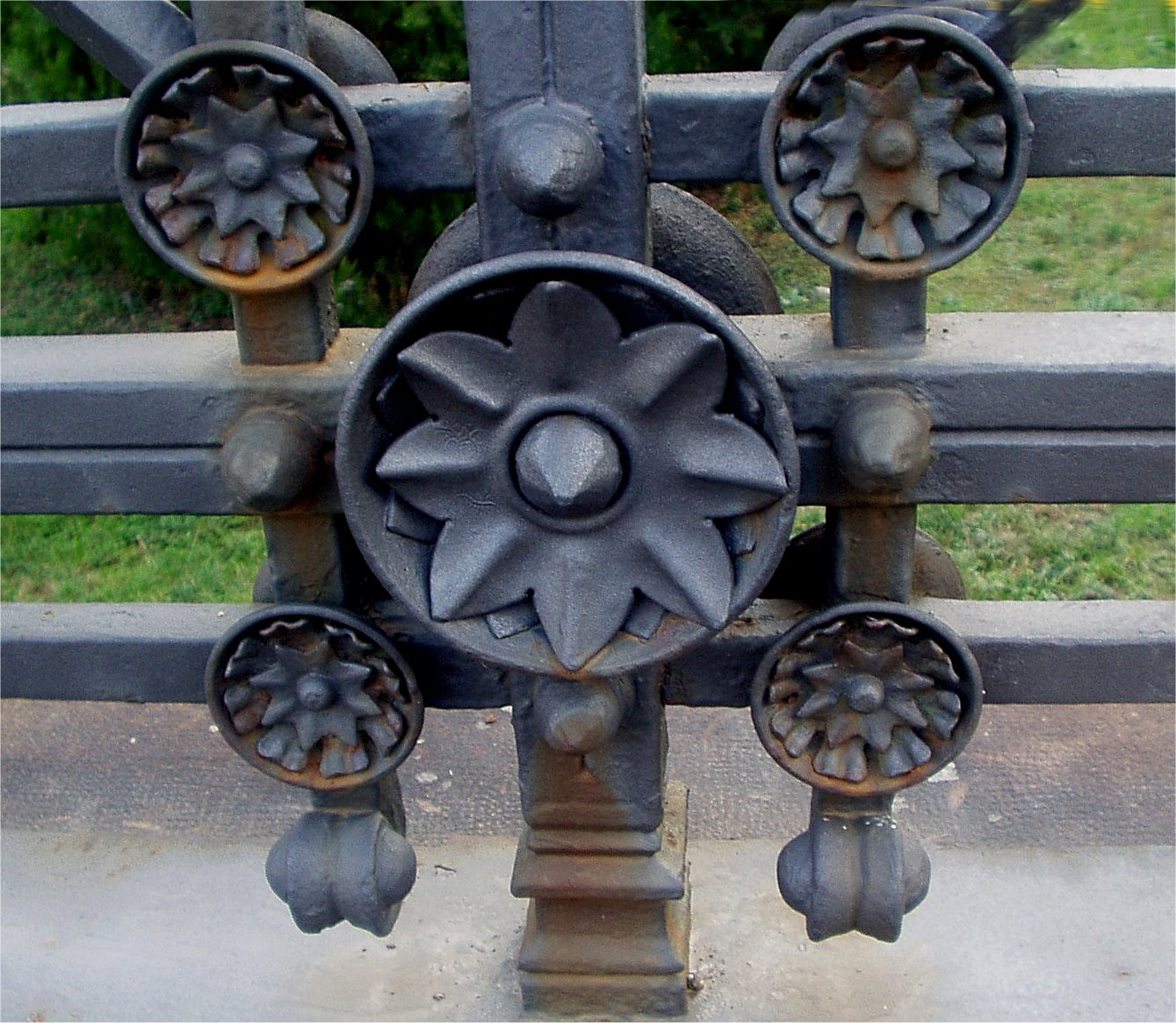
Dettaglio della cancellata della Cappella Espiatoria a Monza

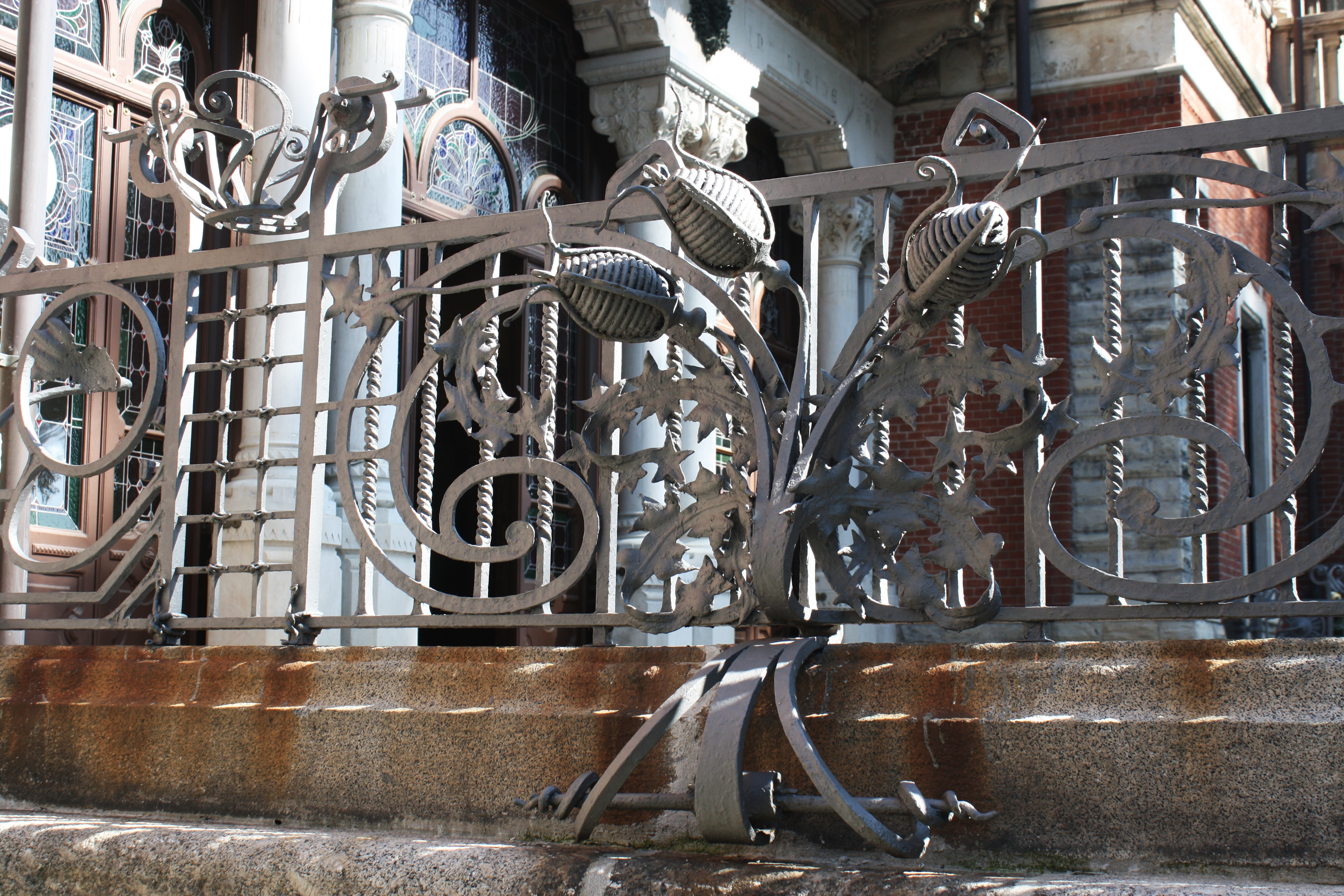
I ferri battuti raffiguranti elementi vegetali della villa Ottolini-Tosi a Busto Arsizio

- Palazzo Castiglioni in corso Venezia 47 a Milano, opera di Giuseppe Sommaruga
- Casa Guazzoni
- Grand Hôtel des Thèrmes a Salsomaggiore Terme (1901; arch. Luigi Broggi) pensilina d'ingresso, inferriate e balaustre[10]
- Casa Ferrario in via Spadari 3-5 a Milano (1902, arch. Ernesto Pirovano)
- Casa Apostolo in via Tasso 10 a Milano (1907, arch. Stacchini) cancello interno e balaustre in ferro battuto dei balconi
- Casa in Corso Magenta 31 a Milano (1909)
- Il "Cancello delle farfalle", nella Casa Moneta di via Ausonio 3 a Milano (1904)
- Casa Campanini in via Bellini 11 a Milano (1904)
- Dosso Pisani, Cardina, Como (1905-1907)
- Il "Cancello dei gladioli" (1905, oggi alla Galleria d'arte moderna Carlo Rizzarda di Feltre)
- Ringhiere e cancelli di Casa Maffei, corso Montevecchio 50 a Torino (1905)
- Villa Bernasconi (Liberty Arch. Campanini) a Cernobbio (1905)
- Villa Giuseppe Faccanoni Sarnico (BG) nel 1907
- Villa Pietro Faccanoni ora Villa Passeri a Sarnico (BG) nel 1907
- Casa Guazzoni in via Malpighi 12 a Milano (1906, arch. Giovanni Battista Bossi)
- Palazzo della Posta (ex-Borsa) in piazza Cordusio 2 a Milano (1907, arch. Luigi Broggi)
- La Villa Romeo (1908; oggi Clinica Columbus, arch. Giuseppe Sommaruga)
- La cancellata della Cappella Espiatoria a Monza (1910)
- Il Palazzo di Luigi Cernuschi in via Bergamo 18 a Monza[11]
- Villa Mariani a Bordighera (1910), per la quale realizzò cancellate, lampioni, griglie ma soprattutto il parapetto del balcone particolarmente originale.
- Il Grand Hotel Regina a Salsomaggiore Terme (1911; arch. Giuseppe Boni) decorazioni nella facciata[12]

- La gabbia del pozzo Scotti a Salsomaggiore Terme (1912; arch. Giuseppe Boni)[13]
- Villa Luigi Faccanoni ora Villa Surre a Sarnico nel 1912
- Palazzo Berri-Meregalli, via Cappuccini 8, Milano (1913)
- Le ringhiere, le lampade e la cancellata di Villa Marmori (1923, arch. Franco Oliva) (oggi Conservatorio G.Puccini) alla Spezia
- I ferri battuti della Villa Ottolini-Tosi e della Villa Ottolini-Tovaglieri a Busto Arsizio
- I lampadari del Palazzo Gallavresi a Caravaggio
- I lampadari, le cancellate, e i feri battuti del Grand Hotel e il Casinò a San Pellegrino Terme
- Il Cinema Corso in via Torino, a Milano
- I lampioni di Piazza del Duomo a Milano
- Le ringhiere, le lampade, le grondaie degli alberghi Campo dei Fiori, Palace, del Ristorante Belvedere di Varese (1908-1913, arch. Giuseppe Sommaruga)
- La cancellata della Fiera di Milano in Largo Domodossola (1923)
- I ferri battuti di Villa Marmori, La Spezia (1923)
- Le ringhiere del Palazzo della Banca Commerciale Italiana (1923)
- I lampadari del Bar Camparino, Galleria Vittorio Emanuele II (1925)
- Le cancellate e gli alberelli del villino Maria Luisa (via Tamburini 8) a Milano (1925)
- Palazzo Pathé in via Luigi Settembrini 11 - Milano
- Portone e candelabri dello scalone di Palazzo della Loggia a Brescia
- La cancellata della Villa Facheris a Inzago (MI)
- Appliques del ristorante Napoli a Palermo di Carmelo Ingrao (1912)
- Casa Cambiaghi (1903-1904) di Ulisse Stacchini con ferri battuti di Alessandro Mazzucotelli in via Carlo Pisacane, 22, 20129 Milano
- Casa Tensi, (1907-1909) di Ernesto Pirovano, ferri battuti di Alessandro Mazzucotelli, cementi ditta Pirovano in via Vivaio, 4, 20122 Milano
- Savini - Pensilina di Mazzucotelli, via Ugo Foscolo, 5, 20121 Milano

### All'estero
- I 10 cancelli in ferro battuto del Teatro Nazionale di Città del Messico (architetto Adamo Boari)
- Villa X a Buenos Aires (i balconi)
- Gli edifici costruiti a Bangkok in Thailandia da Annibale Rigotti tra il 1907 e il 1926

## Galleria d'immagini

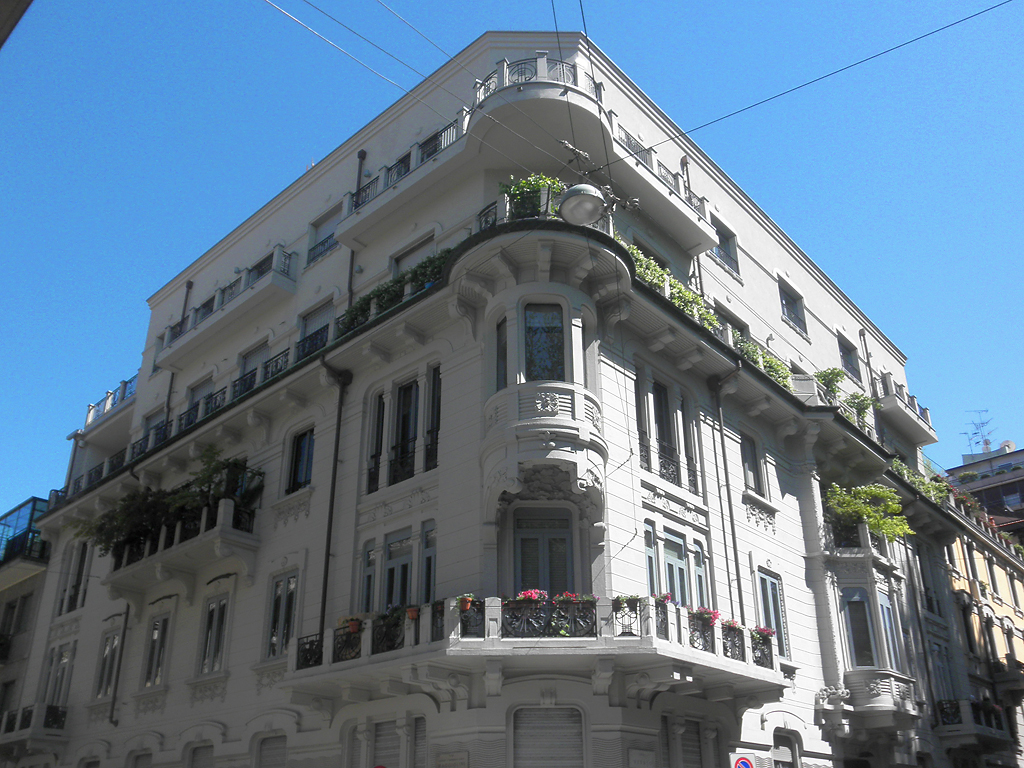
Casa Tensi, Milano
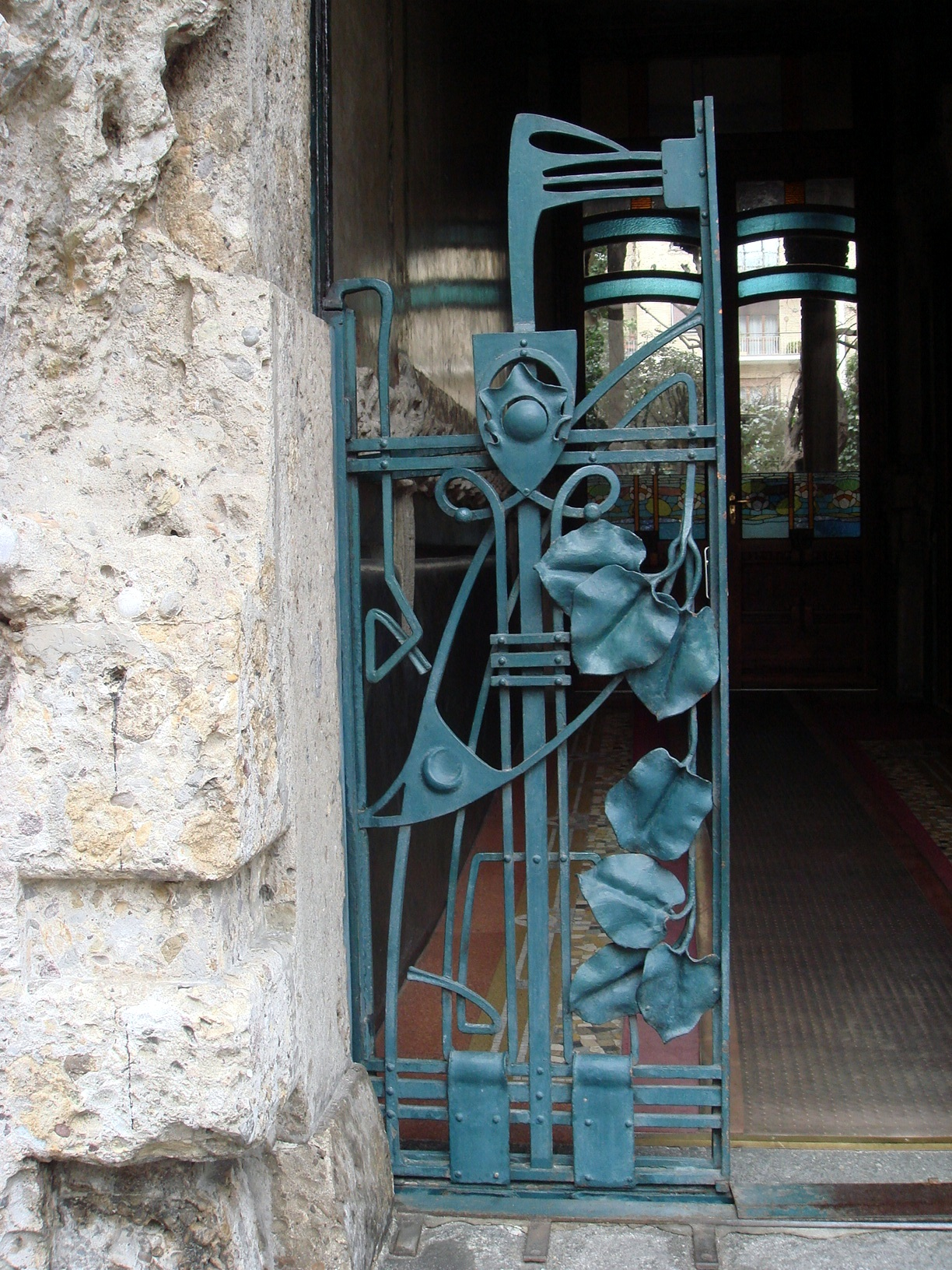
Casa Campanini, Milano (1904)
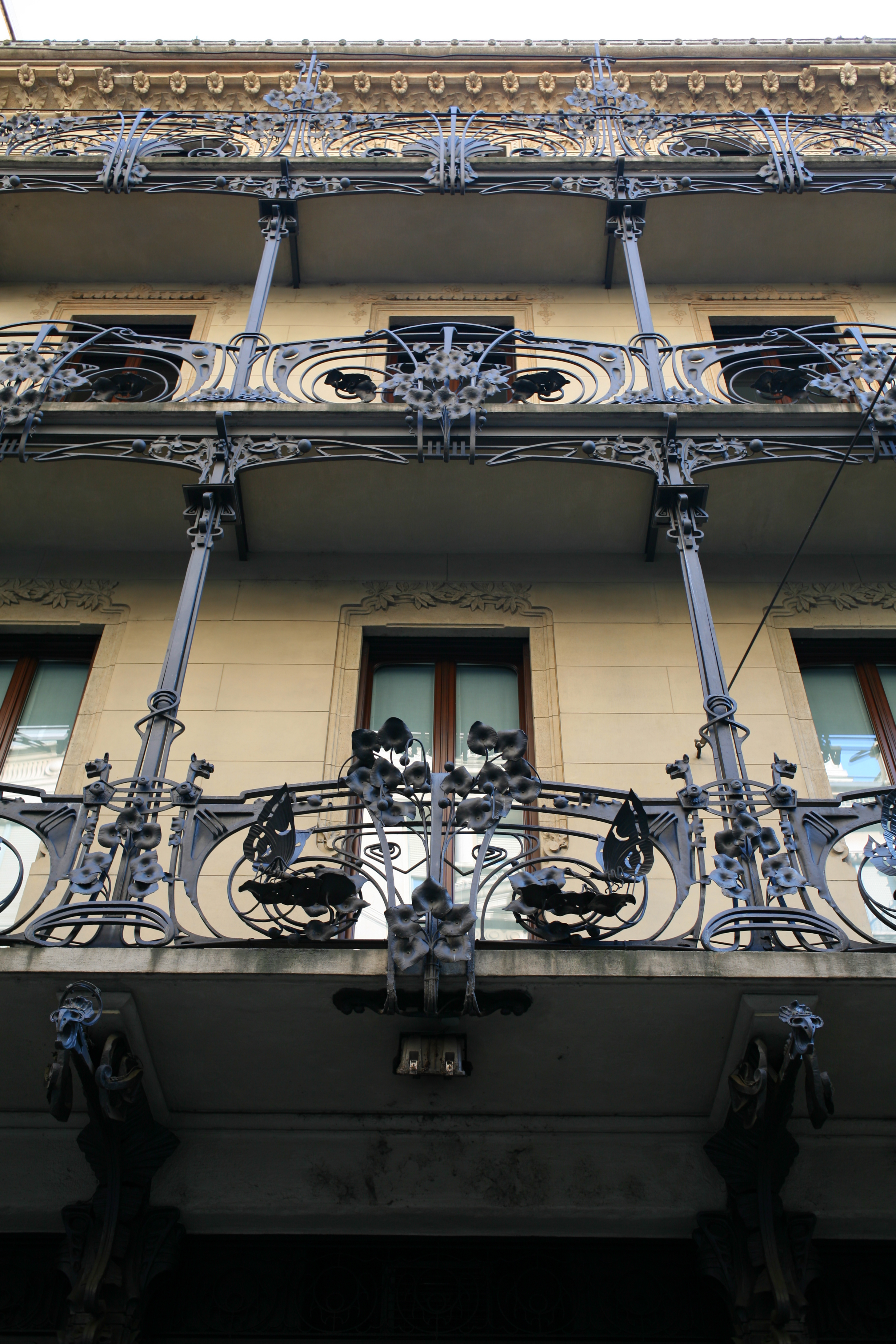
Casa Ferrario, Milano (1904)
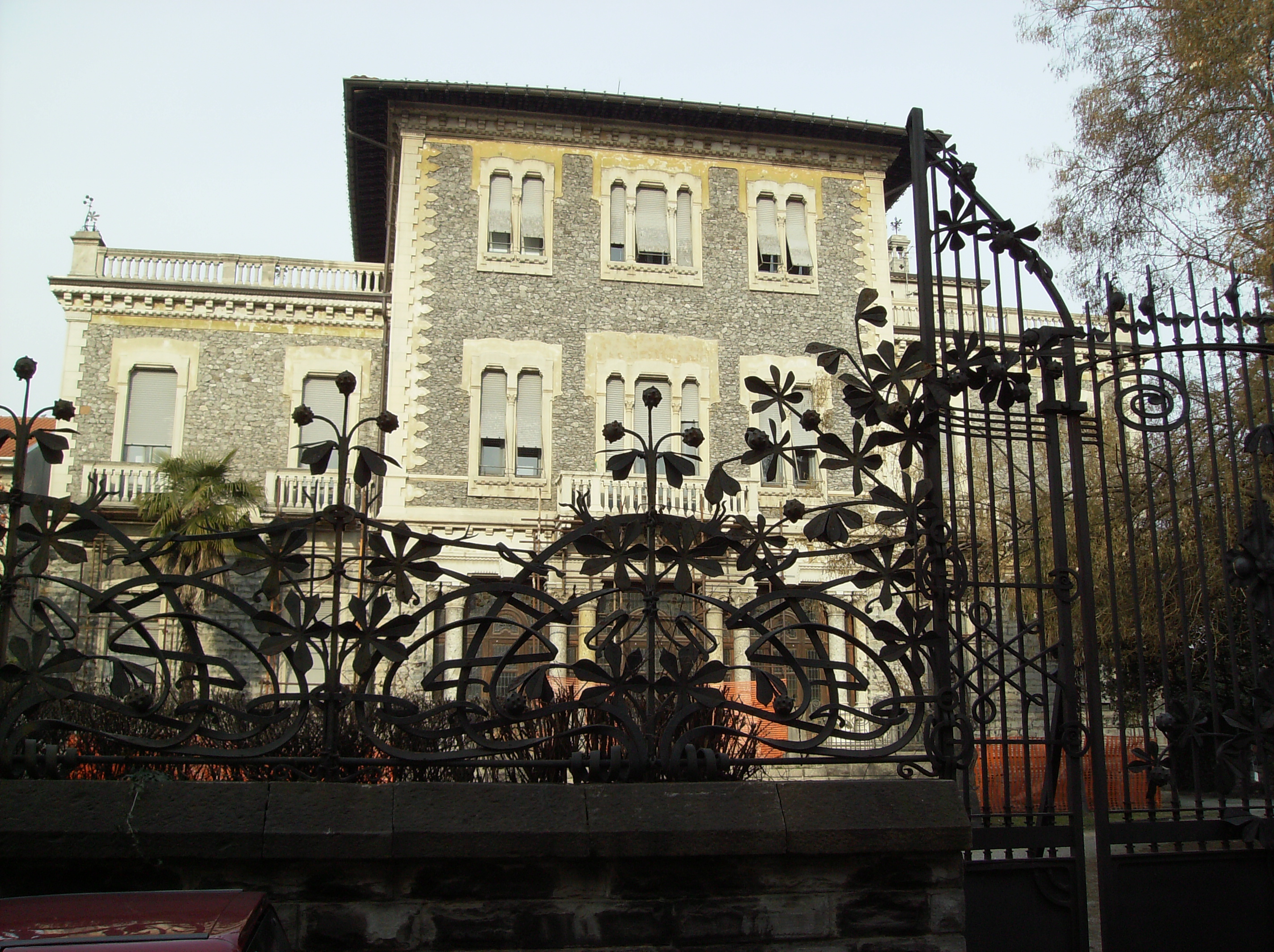
Villa Ottolini-Tovaglieri, cancellata, Busto Arsizio
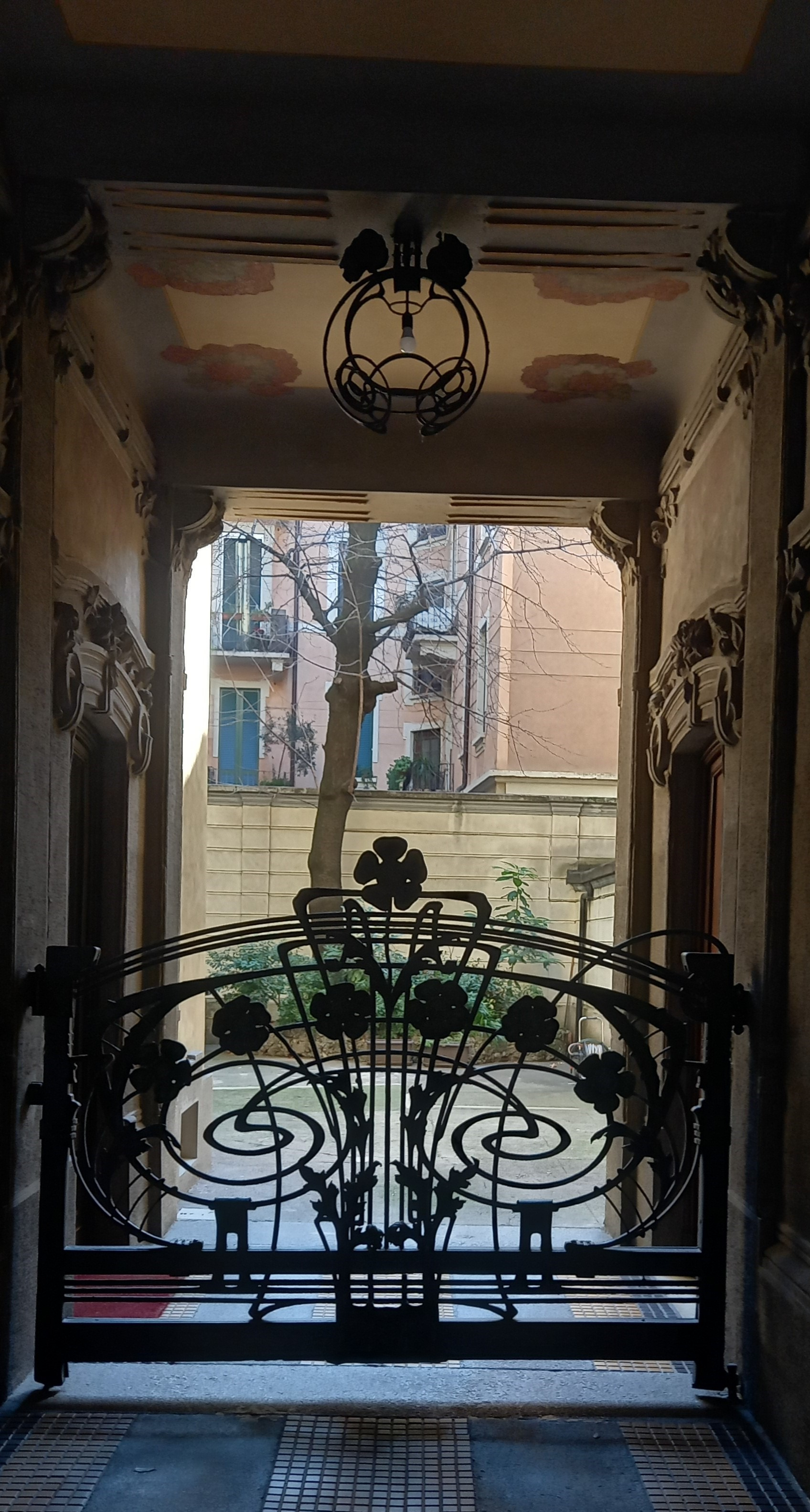
Casa Guazzoni, cancello, Milano
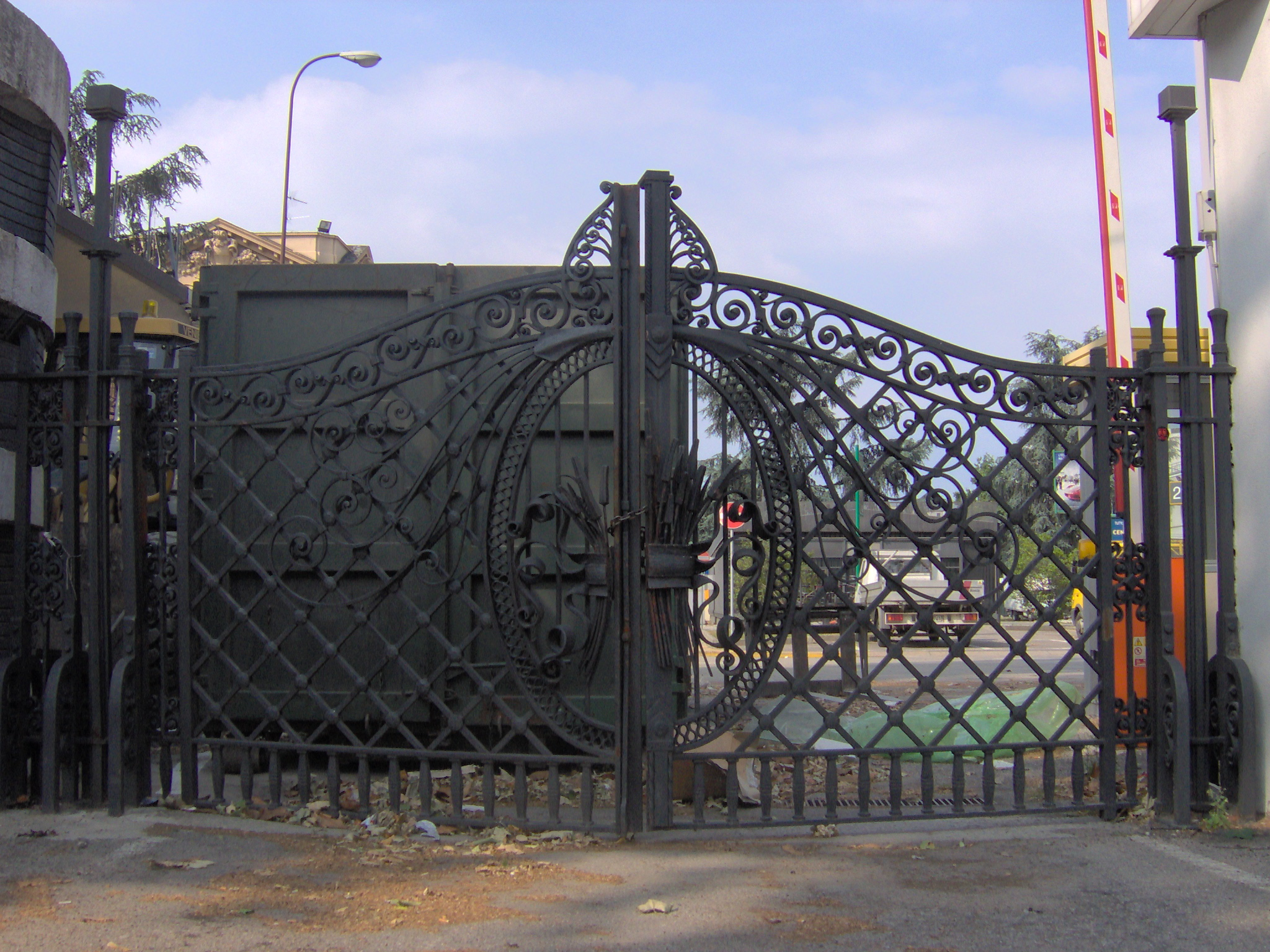
Cancello della Fiera di Milano
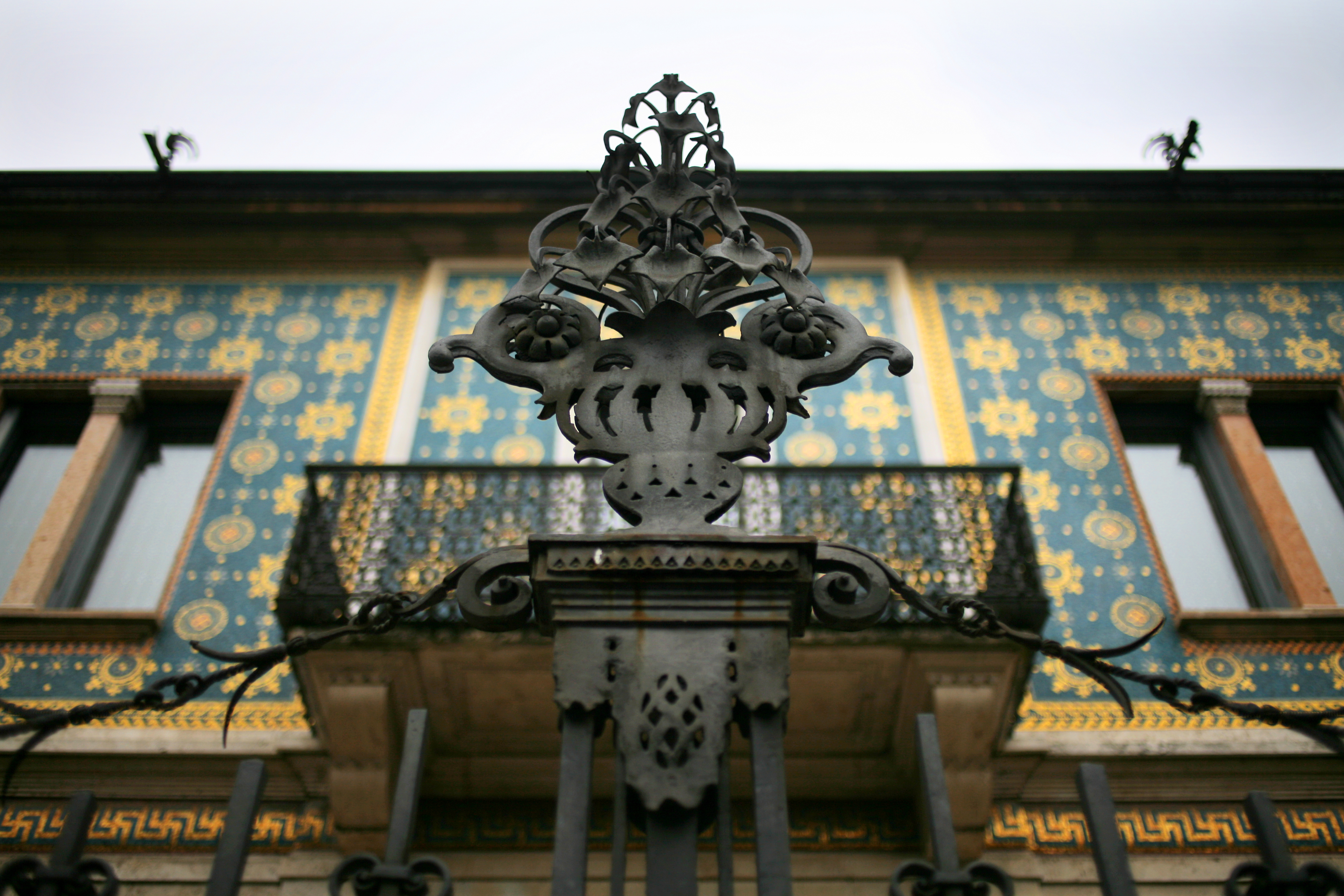
Particolare della cancellata del Villino Maria Luisa, Milano
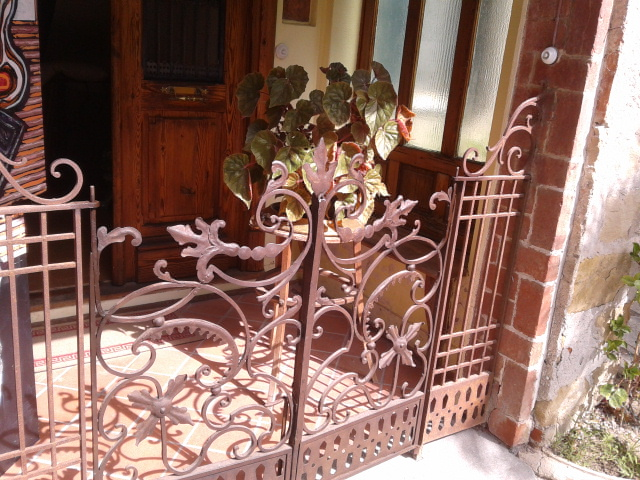
Villa Mariani, cancelletto, Bordighera
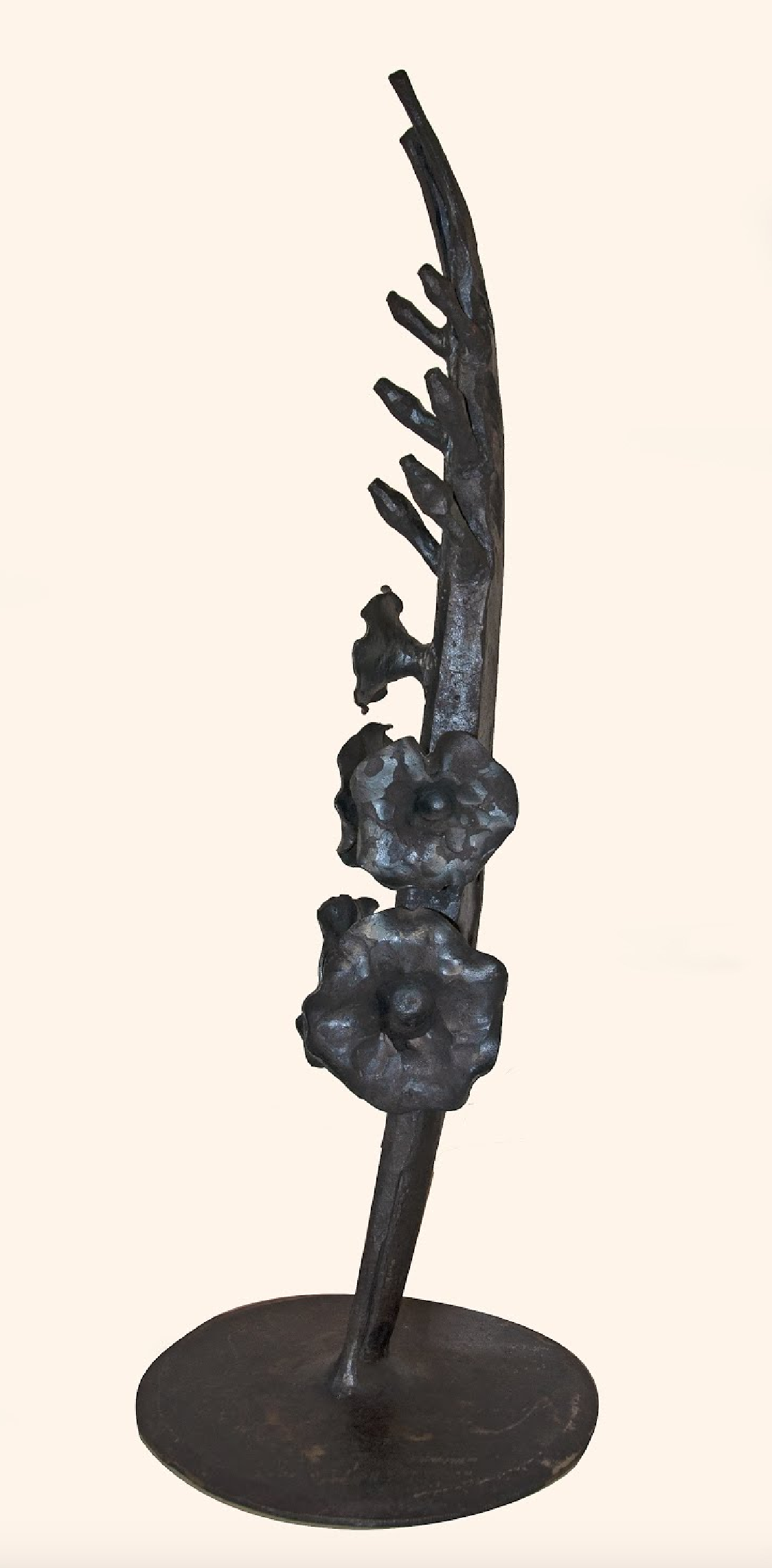
Bozzetto preparatorio eseguito in ferro battuto da Mazzucotelli per il cancello dei Gladioli. Il bozzetto è esposto alla Galleria d'arte moderna Carlo Rizzarda di Feltre
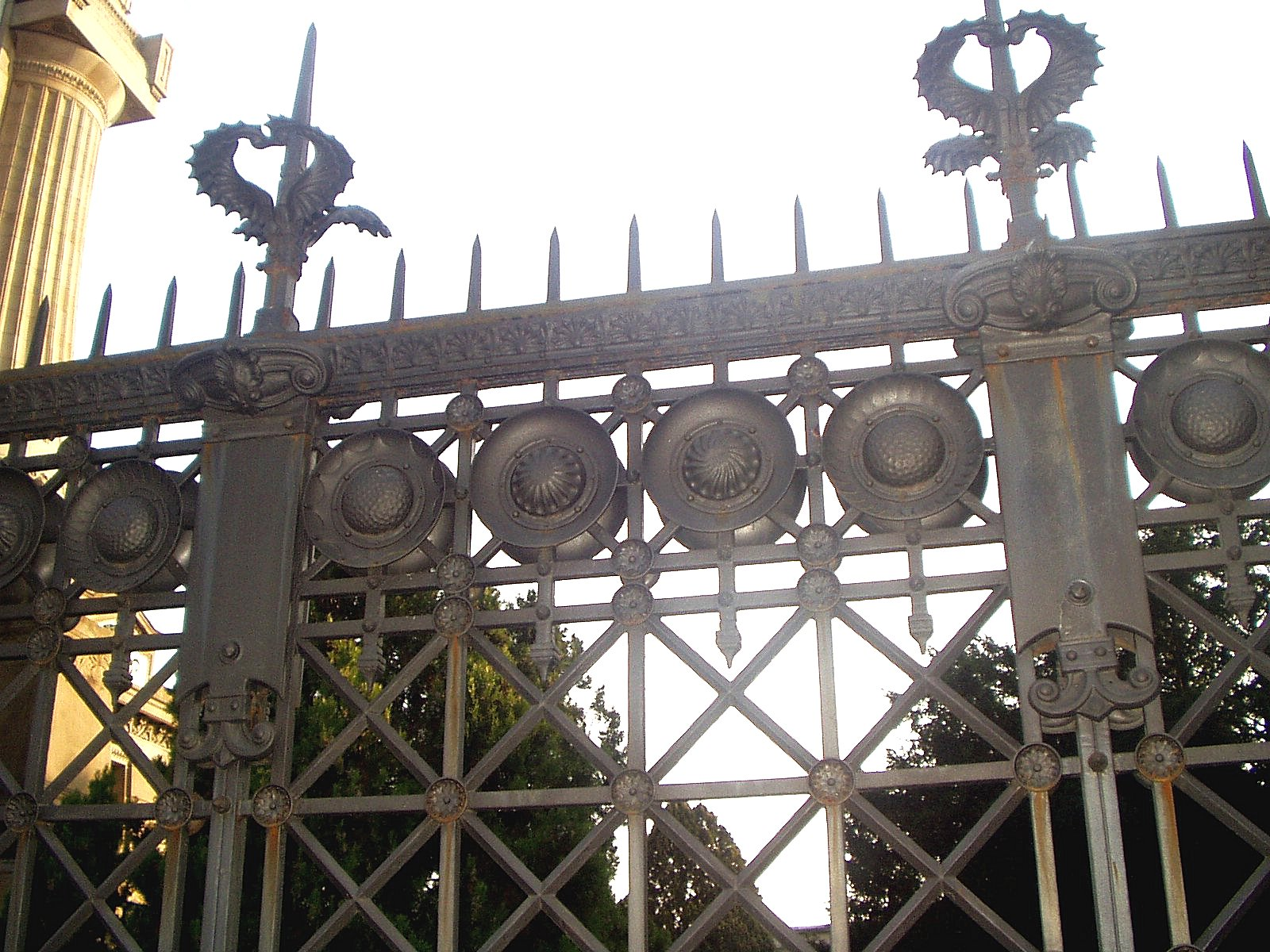
Cancellata della Cappella Espiatoria, Monza